# Дискографија Алише Киз
Америчка певачица Алиша Киз објавила је шест студијских албума, два албума уживо, један ремиксован албум, седам бокс сетова, тридесет и три сингла и три промотивна сингла. Током своје каријере, продала је преко 20 милиона албума у Сједињеним Државама и преко 40 милиона широм света, што је чини једном од најуспешнијих ритам и блуз музичарки.
Први студијски албум Алише Киз под називом Songs in A Minor објављен је 5. јуна 2001. године на ЦД формату и за дигитално преузимање, преко издавачке куће J Records. Албум је дебитовао на првом месту америчке листе Билборд 200, а на њему су се нашли сингови Fallin', A Woman's Worth, How Come You Don't Call Me и "Girlfriend. Сингл Fallin' нашао се на првом месту листе Билборд хот 100. Албум је доживео велики комерцијали успех и продат је у 12 милиона примерака широм света, што је Алишу Киз учинило музичарком са највише продатих албума ритам и блуз албума од свих других младих уметника, 2001. године. Ремикс верзија албума издата је 28. октобра 2002. године под називом Remixed & Unplugged in A Minor, а на њему су се нашле ремиксоване и уживо изведене песме.
Други студијски албум The Diary of Alicia Keys објављен је 2. децембра 2003. године и продат у 8 милиона примерака широм света. Албум је током прве недеље од објављивања продат у 618.000 примерака, што је била највећа недељна продаја албума женског уметника 2003. године. На албуму су се нашли синглови You Don't Know My Name и If I Ain't Got You који је постао први сингл женског уметника који је остао на листи Billboard Hot R&B/Hip-Hop више од годину дана.
Године 2005. Кизова је објавила први албум уживо под називом Unplugged, који је дебитовао на првом месту листе Сједињених Државама. Године 2007. певачица је објавила сингл No One, водећи са албума As I Am, који је објављен 13. новембра 2007. године. No One је најуспешнија песма Алише Киз, која је остала на првој позицији листе Билборд хот 100 пет недеља и постала најслушанија песма 2007. године у Сједињеним Државама. Албум As I Am продат је у 742.000 примерака током прве недеље од објављивања, а албум се нашао на првом месту листе у Сједињеним Државама. As I Am укупно је продат у 5 милиона примерака широм света.
Четврти студијски албум Кизове под називом The Element of Freedom објављен је 15. децембра 2009. године, а за разлику од претходних албума, овај је садржао углавном баладе. The Element of Freedom био је уједно први алум певачице који се није нашао на првом месту листе у Сједињеним Државама, али је био на првом месту у Уједињеном Краљевству. Албуму је додељен платинумски сертификат од стране Америчког удружења дискографских кућа. На албуму се нашло пет синглова, а највише су се истакли Doesn't Mean Anything и Un-Thinkable (I'm Ready).
Године 2012. објављен је пети студијски албум под називом Girl on Fire. Албум је продат у 159.000 примерака током прве недеље од објављивања у Сједињеним Државама, што је уједно најмање продаванији албум певачице. Глави сингл албума била је истоимена песма, која се нашла међу првих десет у неколико земаља широм света.
Шести студијски албум под називом Here, објављен је 4. новембра 2016. године.

## Албуми

### Студијски албуми
| Назив                    | Детаљи | Позиција | Позиција | Позиција | Позиција | Позиција | Позиција | Позиција | Позиција | Позиција | Позиција | Број проданих примерака                                                           | Сертификат |
| Назив                    | Детаљи | САД      | САД R&B  | АУС      | КАН      | НЕМ      | ИР       | ХОЛ      | НЗ       | ШВА      | УК       | Број проданих примерака                                                           | Сертификат |
| ------------------------ | --- | -------- | -------- | -------- | -------- | -------- | -------- | -------- | -------- | -------- | -------- | --------------------------------------------------------------------------------- | --- |
| Songs in A Minor         | - Датум објављивања: 5. јун 2001. (САД) - Издавачка кућа: J Records - Формат: ЦД, дигитално преузимање         | 1        | 1        | 3        | 2        | 2        | 5        | 1        | 4        | 3        | 6        | - Свет: 12,600,000 (до 2008) - САД: 7,500,000 (до 2015) - УК: 1,130,868 (до 2012) | - RIAA: 6× Платина - ARIA: 2× Платина - BPI: 3× Платина - BVMI: Платина - IFPI ШВА: 2× Платина - MC: 5× Платина - NVPI: 2× Платина - RIANZ: Платина  |
| The Diary of Alicia Keys | - Датум објављивања: 2. децембар 2003.(САД) - Издавачка кућа: J - Формат: ЦД, дигитално преузимање             | 1        | 1        | 22       | 15       | 10       | 37       | 2        | 25       | 1        | 13       | - Свет: 8,000,000 (до 2007) - САД: 4,900,000 (до 2009)                            | - RIAA: 4× Платина - ARIA: Платина - BPI: Платина - BVMI: Платина - IFPI ШВА: Платина - MC: 2× Платина - NVPI: Платина - RIANZ: Златно               |
| As I Am                  | - Датум објављивања: 13. новембар 2007.(САД) - Издавачка кућа: J - Формат: ЦД, дигитално преузимање            | 1        | 1        | 3        | 2        | 6        | 15       | 2        | 5        | 1        | 11       | - Свет: 6,400,000 (до 2008) - САД: 3,950,000 (до 2009)                            | - RIAA: 3× Платина - ARIA: Платина - BPI: Платина - BVMI: Платина - IFPI ШВА: Платина - IRMA: Златно - MC: 2× Платина - NVPI: Златно - RIANZ: Златно |
| The Element of Freedom   | - Датум објављивања: 15. децембар 2009. (САД) - Издавачка кућа: MBK, J - Формат: ЦД, дигитално преузимање      | 2        | 1        | 19       | 5        | 10       | 9        | 2        | 22       | 1        | 1        | - Свет: 4,000,000 (до 2012) - САД: 1,650,000 (до 2014) - УК: 977,378 (до 2012)    | - RIAA: Платина - ARIA: Златно - BPI: 3× Платина - BVMI: Златно - IFPI ШВА: Платина - MC: Платина - NVPI: Златно                                     |
| Girl on Fire             | - Датум објављивања: 26. новембар 2012. (САД) - Издавачка кућа: RCA Records - Формат: ЦД, дигитално преузимање | 1        | 1        | 12       | 8        | 6        | 27       | 7        | 22       | 3        | 13       | - Свет: 1,300,000 (до 2013) - САД: 1,100,000 (до 2016)                            | - RIAA: Платина - ARIA: Златно - BPI: Златно - BVMI: Златно - IFPI ШВА: Златно - MC: Златно - NVPI: Платина                                          |
| Here                     | - Датум објављивања: 4. новембар 2016. - Издавачка кућа: RCA - Формат: ЦД, дигитално преузимање                | 2        | 1        | 14       | 10       | 14       | 27       | 12       | 24       | 5        | 21       | - САД: 42,000                                                                     | |

### Уживо албуми
| Назив | Детаљи                                                                                              | Позиција | Позиција | Позиција | Позиција | Позиција | Позиција | Позиција | Позиција | Позиција | Позиција | Број проданих примерака            | Сертификат                                                 |
| Назив | Детаљи                                                                                              | САД      | САД R&B  | АУС      | КАН      | НЕМ      | ИР       | ХОЛ      | НЗ       | ШВА      | УК       | Број проданих примерака            | Сертификат                                                 |
| --- | --------------------------------------------------------------------------------------------------- | -------- | -------- | -------- | -------- | -------- | -------- | -------- | -------- | -------- | -------- | ---------------------------------- | ---------------------------------------------------------- |
| Unplugged | - Датум објављивања: 11. октобар 2005. (САД) - Издавачка кућа: J - Формат: ЦД, дигитално преузимање | 1        | 1        | 33       | 8        | 25       | 49       | 2        | 28       | 7        | 52       | - Свет: 1,500,000 - САД: 1,000,000 | - RIAA: Платина - BPI: Сребрно - MC: Златно - NVPI: Златно |
| VH1 Storytellers                                                                                              | - Датум објављивања: 25. јун 2013.(САД) - Издавачка кућа: RCA - Формат: ЦД, дигитално преузимање    | 108      | —        | —        | —        | 42       | —        | —        | —        | 35       | —        |                                    |                                                            |
| "—" означава издање које или није дебитовало на тој топ-листи или није дебитовало у/на тој држави/територији. | |          |          |          |          |          |          |          |          |          |          |                                    |                                                            |

### Поново издати албуми
| Назив | Детаљи                                                                                         | Позиција   |
| Назив | Детаљи                                                                                         | MegaCharts |
| --- | ---------------------------------------------------------------------------------------------- | ---------- |
| Remixed & Unplugged in A Minor                                                                                | - Датум објављивања: 28. октобар 2002. - Издавачка кућа: J - Формат: ЦД                        | —          |
| As I Am: The Super Edition                                                                                    | - Датум објављивања: 10. новембар 2008. - Издавачка кућа: J - Формат: ЦД, дигитално преузимање | —          |
| Songs in A Minor – 10th Anniversary Edition                                                                   | - Датум објављивања: 28. јун 2011. - Издавачка кућа: J - Формат: ЦД, дигитално преузимање      | 69         |
| Girl on Fire: Australian Tour Edition                                                                         | - Датум објављивања: 29. новембар 2013. - Издавачка кућа: Sony Music - Формат: ЦД              | —          |
| "—" означава издање које или није дебитовало на тој топ-листи или није дебитовало у/на тој држави/територији. |                                                                                                |            |

### Бокс сетови
| Coffret 2 CD: Unplugged / The Diary Of Alicia Keys                                                            | - Датум објављивања: 21. новембар 2005. - Издавачка кућа: J Records          | —  | —  | —  |                |
| Songs in A Minor / The Diary of Alicia Keys                                                                   | - Датум објављивања: 2. октобар 2006. - Издавачка кућа: J Records            | —  | —  | —  |                |
| The Platinum Collection                                                                                       | - Датум објављивања: 4. мај 2010. (САД) - Издавачка кућа: J                  | 45 | 75 | 20 | - BPI: Сребрно |
| Unplugged / As I Am                                                                                           | - Датум објављивања: 10. септембар 2010. - Издавачка кућа: Sony              | —  | —  | —  |                |
| The Collection                                                                                                | - Датум објављивања: 13. децембар 2011. - Издавачка кућа: J Records / Legacy | —  | —  | —  |                |
| As I Am / The Element of Freedom                                                                              | - Датум објављивања: 2. јул 2013. - Издавачка кућа: J Records                | —  | —  | —  |                |
| The Element of Freedom / Girl on Fire                                                                         | - Датум објављивања: 14. август 2015. - Издавачка кућа: Legacy Recordings    | —  | —  | —  |                |
| "—" означава издање које или није дебитовало на тој топ-листи или није дебитовало у/на тој држави/територији. |                                                                              |    |    |    |                |

### Ремикс албуми
| Назив   | Детаљи                                                                       |
| ------- | ---------------------------------------------------------------------------- |
| Remixed | - Датум објављивања: 12. август 2008. (ЈАП) - Издавачка кућа: J - Формат: ЦД |

## Епови
| Назив                  | Детаљи                                                                                   |
| ---------------------- | ---------------------------------------------------------------------------------------- |
| Vault Playlist, Vol. 1 | - Датум објављивања: 7. април 2017. - Издавачка кућа: RCA - Формат: дигитално преузимање |

## Синглови

### Као главни музичар
| Назив | Година | Позиција | Позиција | Позиција | Позиција | Позиција | Позиција | Позиција | Позиција | Позиција | Позиција | Сертификат | Албум                                  |
| Назив | Година | САД      | САД R&B  | АУС      | КАН      | НЕМ      | ИР       | ХОЛ      | НЗ       | ШВА      | УК       | Сертификат | Албум                                  |
| --- | ------ | -------- | -------- | -------- | -------- | -------- | -------- | -------- | -------- | -------- | -------- | --- | -------------------------------------- |
| "Fallin'" | 2001   | 1        | 1        | 7        | 24       | 2        | 3        | 1        | 1        | 2        | 3        | - RIAA: Златно - ARIA: Платина - BPI: Златно - BVMI: Златно - IFPI ШВА: Платина - NVPI: Платина - RIANZ: Златно       | Songs in A Minor                       |
| "A Woman's Worth"                                                                                             | 2002   | 7        | 3        | 16       | —        | 45       | 25       | 22       | 5        | 32       | 18       | - ARIA: Златно | Songs in A Minor                       |
| "How Come You Don't Call Me"                                                                                  | 2002   | 59       | 30       | 29       | —        | 80       | 32       | 73       | —        | 60       | 26       | | Songs in A Minor                       |
| "Girlfriend"                                                                                                  | 2002   | —        | 82       | 13       | —        | 100      | 40       | 18       | —        | —        | 24       | | Songs in A Minor                       |
| "You Don't Know My Name"                                                                                      | 2003   | 3        | 1        | —        | —        | 68       | 33       | 20       | —        | 26       | 19       | | The Diary of Alicia Keys               |
| "If I Ain't Got You"                                                                                          | 2004   | 4        | 1        | —        | —        | 81       | 44       | 11       | —        | 35       | 18       | - RIAA: Златно - BPI: Златно                                                                                          | The Diary of Alicia Keys               |
| "Diary" (Tony! Toni! Toné! и Алиша Киз)                                                                       | 2004   | 8        | 2        | —        | —        | —        | —        | —        | —        | —        | —        | | The Diary of Alicia Keys               |
| "My Boo" (Ашер и Алиша Киз)                                                                                   | 2004   | 1        | 1        | —        | —        | 4        | 7        | 6        | —        | 3        | 5        | - RIAA: Платина - BPI: Сребрно - MC: Платина                                                                          | Confessions                            |
| "Karma" | 2004   | 20       | 17       | —        | —        | 62       | —        | 40       | —        | 71       | —        | - RIAA: Златно | The Diary of Alicia Keys               |
| "Unbreakable"                                                                                                 | 2005   | 34       | 4        | —        | —        | —        | —        | 45       | —        | —        | —        | | Unplugged                              |
| "Don't Give Up (Africa)" (Bono и Алиша Киз)                                                                   | 2005   | —        | —        | —        | —        | —        | —        | —        | —        | —        | —        | | Није ни на једном албуму               |
| "Every Little Bit Hurts"                                                                                      | 2006   | —        | —        | —        | —        | —        | —        | —        | —        | —        | —        | | Unplugged                              |
| "No One" | 2007   | 1        | 1        | 3        | 2        | 3        | 8        | 4        | 2        | 1        | 6        | - RIAA: 3× Платина - ARIA: Платина - BPI: Платина - BVMI: Златно - MC: 2× Платина - RIANZ: Платина                    | As I Am                                |
| "Like You'll Never See Me Again"                                                                              | 2007   | 12       | 1        | 77       | —        | 63       | 48       | 84       | —        | —        | 53       | - RIAA: Платина | As I Am                                |
| "Teenage Love Affair"                                                                                         | 2008   | 54       | 3        | —        | —        | —        | —        | —        | 21       | —        | 199      | | As I Am                                |
| "Superwoman"                                                                                                  | 2008   | 82       | 12       | 57       | —        | 43       | —        | 75       | —        | 48       | 128      | | As I Am                                |
| "Another Way to Die" (Џек Вајт и Алиша Киз)                                                                   | 2008   | 81       | —        | 29       | 15       | 8        | 12       | 48       | 15       | 4        | 9        | - BPI: Сребрно | Quantum of Solace                      |
| "Doesn't Mean Anything"                                                                                       | 2009   | 60       | 14       | 96       | 66       | 8        | 34       | 43       | 22       | 5        | 8        | - BPI: Сребрно | The Element of Freedom                 |
| "Try Sleeping with a Broken Heart"                                                                            | 2009   | 27       | 2        | —        | 37       | 33       | 22       | 44       | 12       | 21       | 7        | - BPI: Златно - MC: Златно                                                                                            | The Element of Freedom                 |
| "Put It in a Love Song" (Бијонсе и Алиша Киз)                                                                 | 2010   | —        | 60       | 18       | 71       | —        | 26       | —        | 24       | —        | —        | - ARIA: Златно | The Element of Freedom                 |
| "Empire State of Mind (Part II) Broken Down"                                                                  | 2010   | 55       | 76       | 75       | 40       | 35       | 8        | 6        | —        | 19       | 4        | - ARIA: Платина - BPI: Платина - BVMI: Златно                                                                         | The Element of Freedom                 |
| "Un-Thinkable (I'm Ready)"                                                                                    | 2010   | 21       | 1        | —        | —        | —        | —        | —        | —        | —        | —        | | The Element of Freedom                 |
| "Wait Til You See My Smile"                                                                                   | 2010   | —        | —        | —        | —        | —        | —        | —        | —        | —        | —        | | The Element of Freedom                 |
| "Girl on Fire"                                                                                                | 2012   | 11       | 2        | 12       | 6        | 4        | 11       | 5        | 7        | 5        | 5        | - ARIA: 3× Платина - BPI: Златно - BVMI: Платина - IFPI ШВА: Платина - MC: 2× Платина - NVPI: Златно - RIANZ: Платина | Girl on Fire                           |
| "Brand New Me"                                                                                                | 2012   | —        | 37       | —        | —        | —        | —        | 64       | —        | —        | 92       | | Girl on Fire                           |
| "New Day" | 2013   | —        | 73       | —        | —        | —        | —        | —        | —        | —        | —        | | Girl on Fire                           |
| "Fire We Make" (Maxwell и Алиша Киз)                                                                          | 2013   | —        | 38       | —        | —        | —        | —        | —        | —        | —        | —        | | Girl on Fire                           |
| "Tears Always Win"                                                                                            | 2013   | —        | —        | —        | —        | —        | —        | —        | —        | —        | —        | | Girl on Fire                           |
| "Better You, Better Me"                                                                                       | 2013   | —        | —        | —        | —        | —        | —        | —        | —        | —        | —        | | The Inevitable Defeat of Mister & Pete |
| "It's On Again" (Кендрик Ламар и Алиша Киз)                                                                   | 2014   | —        | 49       | 81       | —        | 95       | —        | —        | —        | —        | 31       | | The Amazing Spider-Man 2               |
| "We Are Here"                                                                                                 | 2014   | —        | —        | —        | —        | —        | —        | —        | —        | 32       | —        | | Није ни на једном албуму               |
| "28 Thousand Days"                                                                                            | 2015   | —        | —        | —        | —        | —        | —        | —        | —        | —        | —        | | Није ни на једном албуму               |
| "In Common"                                                                                                   | 2016   | —        | 40       | —        | —        | —        | —        | —        | —        | —        | 89       | | Here                                   |
| "Hallelujah"                                                                                                  | 2016   | —        | —        | —        | —        | —        | —        | —        | —        | —        | —        | | Here                                   |
| "Back to Life"                                                                                                | 2016   | —        | —        | —        | —        | —        | —        | —        | —        | —        | —        | | Queen of Katwe                         |
| "Blended Family (What You Do for Love)" (A$AP Rocky и Алиша Киз)                                              | 2016   | —        | —        | —        | —        | —        | —        | —        | —        | 85       | —        | | Here                                   |
| "Us" (James Bay и Алиша Киз)                                                                                  | 2018   | —        | —        | —        | —        | —        | —        | —        | —        | —        | —        | | Electric Light                         |
| "—" означава издање које или није дебитовало на тој топ-листи или није дебитовало у/на тој држави/територији. |        |          |          |          |          |          |          |          |          |          |          | |                                        |

### Као гостујући музичар
| Назив | Година | Позиција | Позиција | Позиција | Позиција | Позиција | Позиција | Позиција | Позиција | Позиција | Позиција | Сертификат                                                                           | Албум                             |
| Назив | Година | САД      | САД R&B  | АУС      | КАН      | НЕМ      | ИР       | ХОЛ      | НЗ       | ШВА      | УК       | Сертификат                                                                           | Албум                             |
| --- | ------ | -------- | -------- | -------- | -------- | -------- | -------- | -------- | -------- | -------- | -------- | ------------------------------------------------------------------------------------ | --------------------------------- |
| "Brotha Part II" (Angie Stone, Eve и Алиша Киз)                                                               | 2001   | —        | —        | —        | —        | —        | 45       | 49       | —        | —        | 37       |                                                                                      | Mahogany Soul                     |
| "What's Going On" (са другим музичарима у оквиру пројекта Против ХИВ-а)                                       | 2001   | 27       | 76       | —        | —        | 35       | —        | —        | —        | 16       | 6        |                                                                                      | What's Going On: All-Star Tribute |
| "Gangsta Lovin'" (Еве и Алиша Киз)                                                                            | 2002   | 2        | 2        | 4        | —        | 21       | 15       | 8        | 7        | 6        | 6        | - ARIA: Платина                                                                      | Eve-Olution                       |
| "Ghetto Story" (Cham и Алиша Киз)                                                                             | 2006   | 77       | 15       | —        | —        | —        | —        | —        | —        | —        | 62       |                                                                                      | Ghetto Story                      |
| "Empire State of Mind" (Џеј-Зи и Алиша Киз)                                                                   | 2009   | 1        | 1        | 4        | 3        | 11       | 2        | 2        | 6        | 4        | 2        | - RIAA: 3× Платина - ARIA: 3× Платинаm - BPI: Платина - BVMI: Златно - RIANZ: Златно | The Blueprint 3                   |
| "Looking for Paradise" (Alejandro Sanz и Алиша Киз)                                                           | 2009   | —        | —        | —        | —        | —        | —        | —        | —        | —        | —        |                                                                                      | Paraíso Express                   |
| "Say It's So" (Mateo и Алиша Киз)                                                                             | 2011   | —        | 86       | —        | —        | —        | —        | —        | —        | —        | —        |                                                                                      | Love & Stadiums II                |
| "International Party" (Swizz Beatz и Алиша Киз)                                                               | 2011   | —        | —        | —        | —        | —        | —        | —        | —        | —        | —        |                                                                                      | Није ни на једном албуму          |
| "New Day" (Фифти Сент, Др. Дре и Алиша Киз)                                                                   | 2012   | 79       | 43       | 44       | 43       | 53       | —        | 92       | —        | —        | —        |                                                                                      | Није ни на једном албуму          |
| "I'll Always Walk Beside You" (Richie Sambora, Luke Ebbin, Aaron Sterling, Curt Schneider и Алиша Киз)        | 2012   | —        | —        | —        | —        | —        | —        | —        | —        | —        | —        |                                                                                      | Није ни на једном албуму          |
| "I Will Pray (Pregherò)" (Giorgia и Алиша Киз)                                                                | 2013   | —        | —        | —        | —        | —        | —        | —        | —        | —        | —        |                                                                                      | Senza Paura                       |
| "—" означава издање које или није дебитовало на тој топ-листи или није дебитовало у/на тој држави/територији. |        |          |          |          |          |          |          |          |          |          |          |                                                                                      |                                   |

### Промотивни синглови
| Назив                                                                | Година | Албум                    |
| -------------------------------------------------------------------- | ------ | ------------------------ |
| "Not Even the King"                                                  | 2012   | Girl on Fire             |
| "We Gotta Pray"                                                      | 2014   | Није ни на једном албуму |
| "Holy War"                                                           | 2016   | Here                     |
| "Ave Maria (The Voice перформанс)" (Wé McDonald и Алиша Киз)         | 2016   | Није ни на једном албуму |
| "Diamonds and Pearls (The Voice Performance)" (Крис Блу и Алиша Киз) | 2017   | Није ни на једном албуму |

## Остале песме
| "Jane Doe" | 2001 | —  | — | —  | —  | 14 | —   | Songs in A Minor                              |
| "Streets of New York" (Нас, Rakim и Алиша Киз)                                                                | 2003 | —  | — | —  | —  | 22 | —   | The Diary of Alicia Keys                      |
| "Lessons Learned" (Џон Мајер и Алиша Киз)                                                                     | 2007 | —  | 4 | 72 | —  | —  | —   | As I Am                                       |
| "How It Feels to Fly"                                                                                         | 2009 | —  | — | —  | —  | 16 | —   | The Element of Freedom                        |
| "[Fireworks" (Дрејк и Алиша Киз)                                                                              | 2010 | 71 | — | —  | —  | 17 | —   | Thank Me Later                                |
| "Speechless" (Еве и Алиша Киз)                                                                                | 2010 | —  | — | —  | 71 | —  | —   | Monster Monday Volume One                     |
| "Know Who You Are" (Алиша Киз и Фарел Вилијамс)                                                               | 2014 | —  | — | —  | —  | —  | 76  | G I R L                                       |
| "Powerful" (Empire Cast, Jussie Smollett и Алиша Киз)                                                         | 2015 | —  | — | —  | —  | —  | 152 | Empire: Original Soundtrack Season 2 Volume 1 |
| "Holy War" | 2016 | —  | — | —  | —  | —  | 130 | Here                                          |
| "—" означава издање које или није дебитовало на тој топ-листи или није дебитовало у/на тој држави/територији. |      |    |   |    |    |    |     |                                               |

## Дуети
| Назив                                               | Година | Други музичар(и)                   | Албум                                              |
| --------------------------------------------------- | ------ | ---------------------------------- | -------------------------------------------------- |
| "Little Drummer Girl"                               | 1996   | Џермејн Дупри                      | 12 Soulful Nights of Christmas                     |
| "At the Club (Interlude)"                           | 2000   | Ice Cold                           | Unrestricted                                       |
| "Mr. Man"                                           | 2001   | Jimmy Cozier                       | Jimmy Cozier                                       |
| "Someday We'll All Be Free"                         | 2001   | Нема                               | America: A Tribute to Heroes                       |
| "Boy Meets Girl"                                    | 2002   | Truck Turner                       | Look Both Ways Before You Cross Me                 |
| "Impossible"                                        | 2002   | Кристина Агилера                   | Stripped                                           |
| "Warrior Song"                                      | 2002   | Нас                                | God's Son                                          |
| "2 Train"                                           | 2002   | Mario                              | Mario                                              |
| "Put Me On"                                         | 2002   | Mario                              | Mario                                              |
| "Someday We'll All Be Free"                         | 2003   | Нема                               | Sessions @ AOL                                     |
| "America the Beautiful"                             | 2005   | Реј Чарлс                          | Genius & Friends                                   |
| "If This World Were Mine"                           | 2005   | Jermaine Paul                      | So Amazing: An All-Star Tribute to Luther Vandross |
| "Gravity"                                           | 2006   | Џон Мејер                          | Continuum                                          |
| "Djin Djin"                                         | 2007   | Angélique Kidjo, Branford Marsalis | Djin Djin                                          |
| "Almost Everything Is Boinga"                       | 2008   | The Backyardigans                  | The Backyardigans: Born To Play                    |
| "Everybody Hurts"                                   | 2009   | Ени Ленокс                         | The Annie Lennox Collection (UK Limited Edition)   |
| "Send Me an Angel"                                  | 2010   | Нема                               | Hope for Haiti Now                                 |
| "Fireworks"                                         | 2010   | Дрејк                              | Thank Me Later                                     |
| "All of the Lights"                                 | 2010   | Канје Вест                         | My Beautiful Dark Twisted Fantasy                  |
| "Where’s the Fun in Forever?"                       | 2012   | Miguel                             | Kaleidoscope Dream                                 |
| "Empire State of Mind (Part II) Broken Down (Live)" | 2012   | Нема                               | 12–12–12 The Concert for Sandy Relief              |
| "No One (уживо)"                                    | 2012   | Нема                               | 12–12–12 The Concert for Sandy Relief              |
| "Know Who You Are"                                  | 2014   | Фарел Вилијамс                     | G I R L                                            |
| "Little Drummer Girl Remix"                         | 2015   | Нема                               | A Classic Holiday... Presented by MBK              |
| "That Would Be Enough"                              | 2016   | Нема                               | The Hamilton Mixtape                               |
| "Nobody"                                            | 2017   | DJ Khaled, Ники Минаж              | Grateful                                           |
| "Like Home"                                         | 2017   | Еминем                             | Revival                                            |
| "Morning Light"                                     | 2018   | Џастин Тимберлејк                  | Man of the Woods                                   |
| "US"                                                | 2018   | James Bay                          | Electric Light                                     |

## Саундтрекови
| Назив                                        | Година | Други музичар(и)             | Саундтрек албуми                                                 |
| -------------------------------------------- | ------ | ---------------------------- | ---------------------------------------------------------------- |
| "Dah Dee Dah (Sexy Thing)"                   | 1997   | Нема                         | Men in Black: The Album                                          |
| "Rock Wit U"                                 | 2000   | Нема                         | Shaft                                                            |
| "Rear View Mirror"                           | 2001   | Нема                         | Dr. Dolittle 2                                                   |
| "Fight"                                      | 2001   | Нема                         | Ali                                                              |
| "Butterflyz" (KrucialKeys ремикс)"           | 2002   | Нема                         | Drumline                                                         |
| "Troubles"                                   | 2004   | Нема                         | Nigdy w Życiu!                                                   |
| "People Get Ready"                           | 2006   | Лаф Јенингс                  | Glory Road                                                       |
| "I Will Make the Darkness Light"             | 2006   | Нема                         | Glory Road                                                       |
| "Glory Road (Score)"                         | 2006   | Тревор Рабин                 | Glory Road                                                       |
| "Another Way to Die"                         | 2008   | Jack White                   | Quantum of Solace : Original Motion Picture Soundtrack           |
| "Looking for Paradise"                       | 2010   | Alejandro Sanz               | Tempos Modernos Internacional                                    |
| "Rapture"                                    | 2010   | Нема                         | Sex and the City 2                                               |
| "Empire State of Mind (Part II) Broken Down" | 2010   | Нема                         | Sex and the City 2                                               |
| "Put it in A Love Song"                      | 2010   | Бијонсе                      | Ti Ti Ti – Internacional Vol. 1                                  |
| "Girl on Fire"                               | 2013   | Нема                         | Salve Jorge Internacional                                        |
| "Pressing On"                                | 2013   | Нема                         | Muscle Shoals                                                    |
| "Queen of the Field"                         | 2013   | Нема                         | Music from and Inspired by 12 Years a Slave                      |
| "It's On Again"                              | 2014   | Кендрик Ламар                | The Amazing Spider-Man 2: The Original Motion Picture Soundtrack |
| "Powerful"                                   | 2015   | Empire Cast, Jussie Smollett | Empire: Original Soundtrack Season 2 Volume 1                    |
| "Back to Life"                               | 2016   | Нема                         | Queen of Katwe                                                   |
| "Apple"                                      | 2016   | Фарел Вилијамс               | Hidden Figures: The Album                                        |